# Pastas secas
Las  pastas secas  o pastas de té, son una especialidad de repostería, son pequeñas galletas cocidas al horno, hecho con una pasta a base de harina, mantequilla, huevos, y, azúcar o sal según el tipo.
Además de los indicados como básicos, las  pastas secas  pueden incorporar otros ingredientes que hacen que la variedad sea muy grande. Pueden ser dulces o saladas, simples o rellenas, con diferentes elementos añadidos como:
- Pastas dulces: Cabello de ángel, frutos secos, chocolate, mermelada y otros.
- Pastas saladas: sobrasada, queso, atún, caviar, aceitunas, etcétera

Hay algunas que se han hecho típicas de una población o región, tomando incluso un nombre propio y distintivo.

## Tipos
Hay varios tipos de pastas secas según su forma de preparación o según sus ingredientes,
 pastas secas  dulces y saladas. La diferencia entre estas dos categorías viene dada por el tipo de masa y el proceso de elaboración utilizados, y puede ser tanto unas dulces como otras saladas, (sin relleno o rellenas, cubiertas con chocolate/azúcar/caramelo, frutos secos, etc).

### Masa
Hay diferentes tipos de masa:
- De hojaldre o con grasa.
- De tipo galleta crujiente.
- De tipo pan, seco y salado.
- De tipo más o menos esponjoso.

### Formas
Los hay de diferentes formas por ejemplo:
- Pasta seca  larga blanda y tostada con una o varias capas de relleno, también llamada wafer .
- Pasta seca  gran individual, generalmente con productos encima.
- Pasta seca  con forma de pajarita o de gafas.
- Pasta seca con forma de hoja.